# Анна Ростиславна
А̀нна (Елисавета) Ростисла̀вна е княгиня от Киевска Рус и българска царица (1255 – 1256), съпруга на царете Михаил II Асен и Калиман II Асен.

## Произход
Анна носи името на майка си. Тя е дъщеря на галичкия княз Ростислав Михайлович и на унгарската принцеса Анна Арпад. Неин дядо по бащина линия е черниговският княз Михаил Всеволодович/Черниговски (потомък на Рюриковичите), убит от татарите и е обявен за мъченик от Руската православна църква, а по майчина – унгарският крал Бела IV от династията на Арпадите, брат на Анна-Мария Унгарска, втора съпруга на Иван Асен II.
Баща ѝ Ростислав Михайлович успява да избяга от татарите и като зет на унгарския крал управлява областите Славония и Мачва.

## Царица на България
През 1255 г., в чест на затоплянето на отношенията между Унгария и България, Бела IV омъжва внучката си за българския цар Михаил II Асен. България се надява на помощ от Унгария в борбата срещу Никейската империя. В Търново присъствието на едва 12-годишната царица е мимолетно и остава в сянката на властната си свекърва Ирина Комнина.
През 1256 г. бащата на царица Анна получава от зет си правото да води от негово име преговорите за сключване на мирен договор между България и Византия. Подкупен от византийските дипломати, Ростислав Михайлович сключва изключително неизгоден за българите договор. Византийският историк Георги Акрополит, който участва в преговорите на страната на никейците, съобщава, че подкупеният от тях Ростислав без съгласието на българския цар подписва клаузи в договора, съгласно които българите трябвало да върнат на Никея всички завладени територии в Тракия и Македония без компенсации. Този именно договор става причина за убийството на цар Михаил II Асен от група недоволни боляри в Търново начело с братовчед му Калиман. Михаил Асен е смъртно ранен по време на лов, а водачът на заговорниците се възкачва на българския престол като цар Калиман II и веднага се жени за овдовялата Анна. Вероятно бракът им по-късно е смятан за недействителен.
След убийството на Калиман II през 1256 г. бащата на Анна Ростиславна пристига с войски пред портите на Търново, вероятно предявявайки претенции за българската корона (по-късно се титулува като „император на българите“). Търновските боляри не го допускат в столицата и му връщат дъщерята, която е отведена обратно в унгарските владения.

## Следващи години
Според българския историк Пламен Павлов след завръщането си в Унгария, през май 1260 г. Анна се омъжва за Моиш II Дарой (1210–1280/1281), палатин на Унгария от 1270–1272 г. Тя няма деца от българските царе, а в брака си с Мойш ражда дъщеря Ержебет Дарой, която става съпруга на Миклош Медеши, управител на Трансилвания и един от предците в 7-мо поколение на краля на Полша Стефан Батори.

## Портрет
Портретът на царица Анна Ростиславна и съпруга ѝ Михаил II Асен е запазен в църквата „Свети Архангели Митрополитски“ в Костур, на която двамата са ктитори през 1256 г. Дълго време се е смятало, че на него е изобразена царица Ирина Комнина, но разкритите надписи и младостта на изобразената жена доказват, че това е Анна Ростиславна.